# Грем Нотт
Грем Нотт (англ. Graham Knott; 13 січня 1997, м. Етобіко, Канада) — канадський хокеїст, лівий нападник. Виступає за «Ніагара АйсДогс» у Хокейній лізі Онтаріо (ОХЛ). 
Вихованець хокейної школи «Іст-Гвіллімбері МХА». Виступав за «Ніагара АйсДогс» (ОХЛ). 
У складі юніорської збірної Канади учасник чемпіонату світу 2015.
Досягнення
- Бронзовий призер юніорського чемпіонату світу (2015)